# Mącznik (ludność służebna)
Mącznicy (łac. molentes) – kategoria  ludności służebnej w dawnej Polsce X-XIII wieku, zajmująca się przemiałem zboża na żarnach obrotowych na potrzeby dworu książęcego. Pozostawili ślady w toponomastyce w postaci wielu miejscowości o nazwie Mącznik i Mączniki.